# کاخ ام
کاخ ام (به لاتین: M-Palace) یک آسمان‌خراش در جمهوری چک است که در برنو (جمهوری چک) واقع شده‌است.